# Arcoppia dechambrierorum
Arcoppia dechambrierorum är en kvalsterart som först beskrevs av Sandór Mahunka 1983.  Arcoppia dechambrierorum ingår i släktet Arcoppia och familjen Oppiidae. Inga underarter finns listade i Catalogue of Life.